# Liste der Bodendenkmale in Sydower Fließ
Die Liste der Bodendenkmale in Sydower Fließ enthält alle Bodendenkmale der brandenburgischen Gemeinde Sydower Fließ und ihrer Ortsteile auf der Grundlage der Landesdenkmalliste vom 31. Dezember 2021.
Die Baudenkmale sind in der Liste der Baudenkmale in Sydower Fließ aufgeführt.
| Gemarkung          | Flur       | Kurzansprache                                                                                  | Bodendenkmalnummer | Bemerkung | Bild |
| ------------------ | ---------- | ---------------------------------------------------------------------------------------------- | ------------------ | --------- | ---- |
| Grüntal (Lage)     | 1, 3, 6    | Siedlung Bronzezeit, Siedlung Eisenzeit                                                        | 40221              |           |      |
| Grüntal (Lage)     | 2          | Dorfkern deutsches Mittelalter, Dorfkern Neuzeit, Damm deutsches Mittelalter, Dorfkern Neuzeit | 40222              |           |      |
| Grüntal (Lage)     | 4          | Siedlung Eisenzeit                                                                             | 40223              |           |      |
| Grüntal (Lage)     | 1, 2, 4, 5 | Dorfkern deutsches Mittelalter, Dorfkern Neuzeit                                               | 40224              |           |      |
| Grüntal (Lage)     | 4          | Gräberfeld Urgeschichte                                                                        | 40225              |           |      |
| Tempelfelde (Lage) | 1, 2       | Siedlung Bronzezeit, Dorfkern Neuzeit, Siedlung Neolithikum, Dorfkern deutsches Mittelalter    | 40698              |           |      |
| Tempelfelde (Lage) | 2          | Siedlung Urgeschichte                                                                          | 40699              |           |      |
| Tempelfelde (Lage) | 5          | Siedlung römische Kaiserzeit, Siedlung Eisenzeit                                               | 40700              |           |      |
| Tempelfelde (Lage) | 6          | Siedlung Urgeschichte, Siedlung römische Kaiserzeit                                            | 40701              |           |      |
| Tempelfelde (Lage) | 4          | Siedlung Eisenzeit, Siedlung Bronzezeit                                                        | 40702              |           |      |